# 帕基诺
帕基诺（義大利語：Pachino），是意大利锡拉库萨省的一个市镇。总面积50.47平方公里，人口21902人，人口密度434.0人/平方公里（2009年）。ISTAT代码为089014。